# 영국 공주 헬레나
영국 공주 헬레나(Helena Augusta Victoria, 1846년 5월 25일 ~ 1923년 6월 9일)는 작센코부르크고타의 앨버트와 빅토리아 사이에서 태어난 삼녀로 태어났다. 덴마크의 왕가인 슐레스비히홀슈타인존더부르크글뤽스부르크 왕가의 친척뻘인 크리스티안 아우구스트 폰 슐레스비히홀슈타인존더부르크아우구스텐부르크의 삼남 크리스티안 폰 슐레스비히홀슈타인와 결혼하여 3남 2녀를 두었다. 제1차 세계 대전으로 반독일감정이 형성되자, 남편과 함께 슐레스비히홀슈타인에서의 모든 권리를 포기하였다.

## 자녀
- 크리스티안 빅토르 : 장티푸스로 사망.
- 알브레히트 : 미혼
- 헬레나 빅토리아 : 미혼
- 마리 루이즈 공주 : 프리드리히 1세 폰 안할트 공작의 삼남 아리베르트 폰 안할트 공자와 결혼 후 이혼, 자녀 없음.
- 하랄드 : 요절

## 직함
- 1846년 5월 25일 ~ 1866년 7월 5일: 헬레나 공주 전하
- 1866년 7월 5일 ~ 1917년 7월 17일: 슐레스비히홀슈타인의 크리스티안 공자빈 전하
- 1917년 7월 17일 ~ 1923년 6월 9일: 크리스티안 공자빈 전하